# 有齿金星蕨
有齿金星蕨（学名：Parathelypteris serrutula）为金星蕨科金星蕨属下的一个种。

## 扩展阅读
維基物種上的相關：有齿金星蕨